# 인도 신화

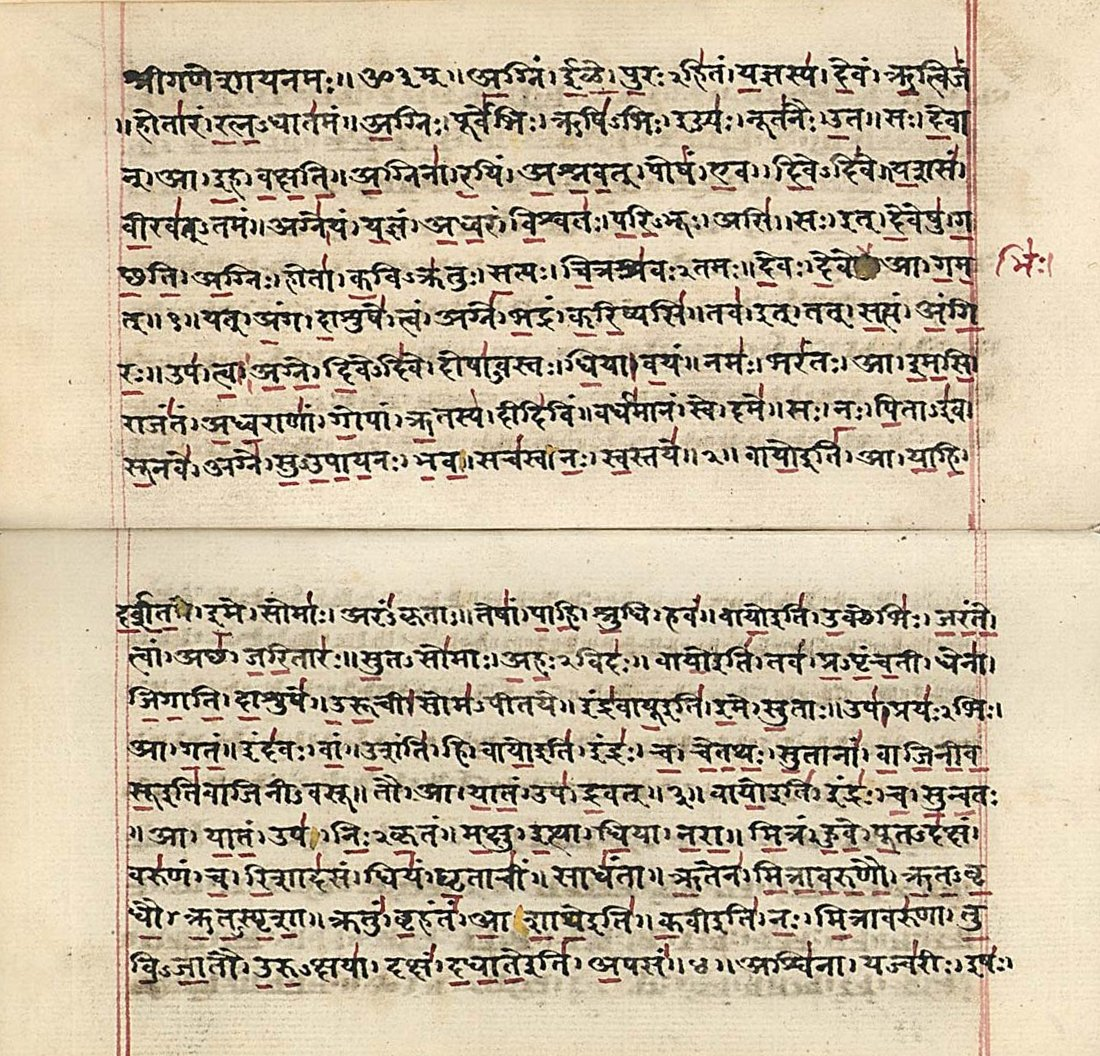
데바나가리 문자로 쓴 리그베다 문서. (19세기 초)

인도 신화 또는  힌두 신화는 인도의 종교인 힌두교의 신화 체계이다.

## 발생
인도 신화는 오늘날 알려져 있는 인류의 가장 오래된 종교인 힌두교에서 비롯된다. 때문에 인도 신화는 많은 다른 고대 신화들에서 흔히 볼 수 있듯이 종교와 신앙의 산물이라고 말할 수 있다. 인도 신화는 베다 특히 리그베다에 그 뿌리를 두고 있다.

## 인도 신화에 나타난 신들의 세계

### 파괴의 신
- 시바

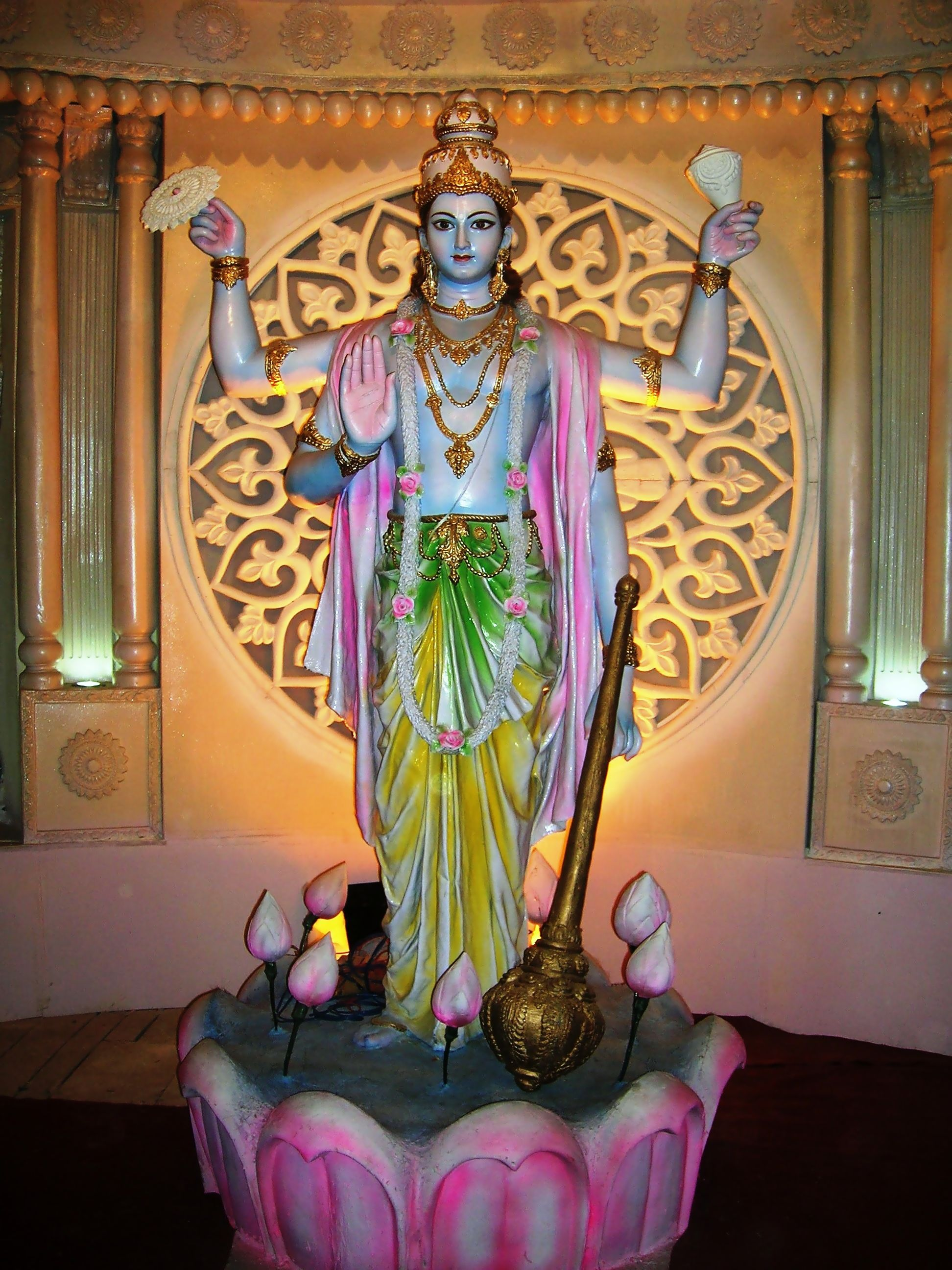
비슈누

### 바람의 신

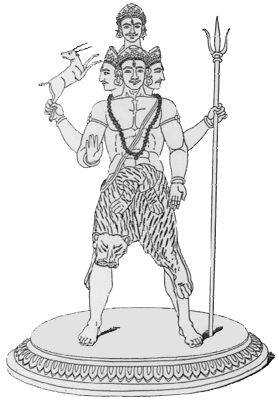
루드라
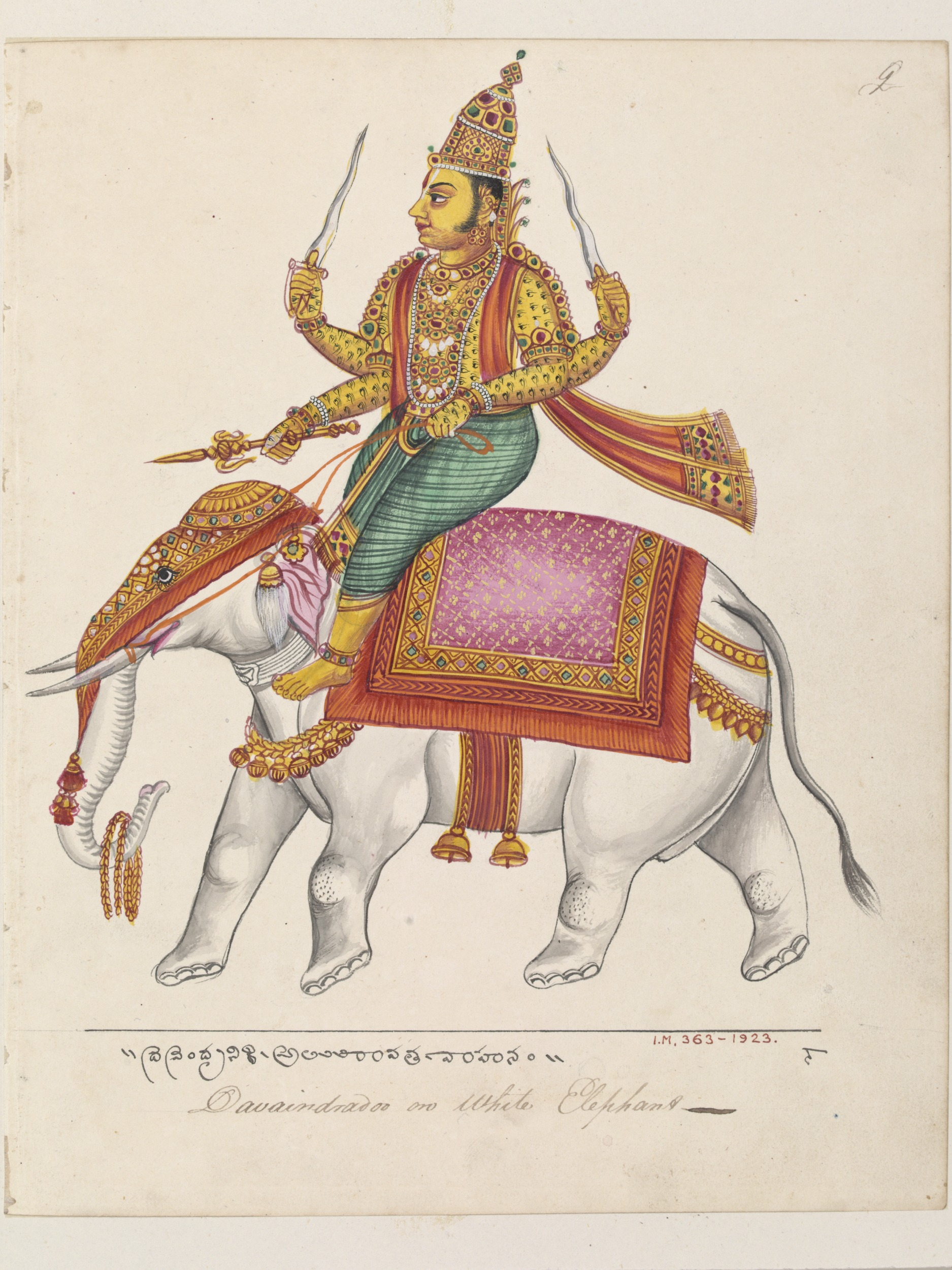
인드라 (신)

- 루드라
- 인드라

### 불의 신

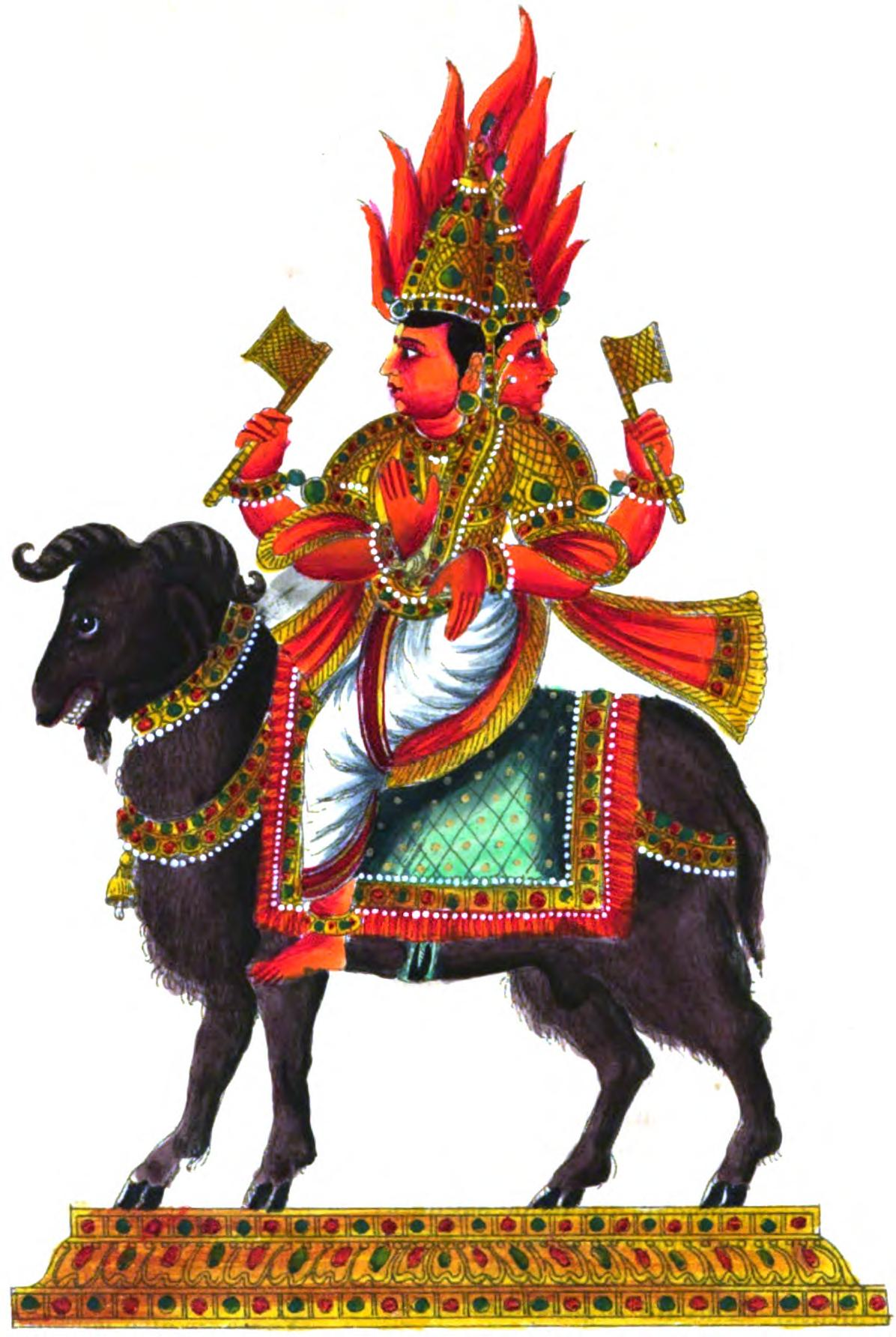
아그니

- 아그니

## 같이 보기
- 다샤바타라
- 그리스 신화
- 힌두교의 신
- 힌두교 경전
- 원시 인도유럽 신화
- 인도이란인
- 사가 (문학)
- 브라만교